# Strättligen (Adelsgeschlecht)

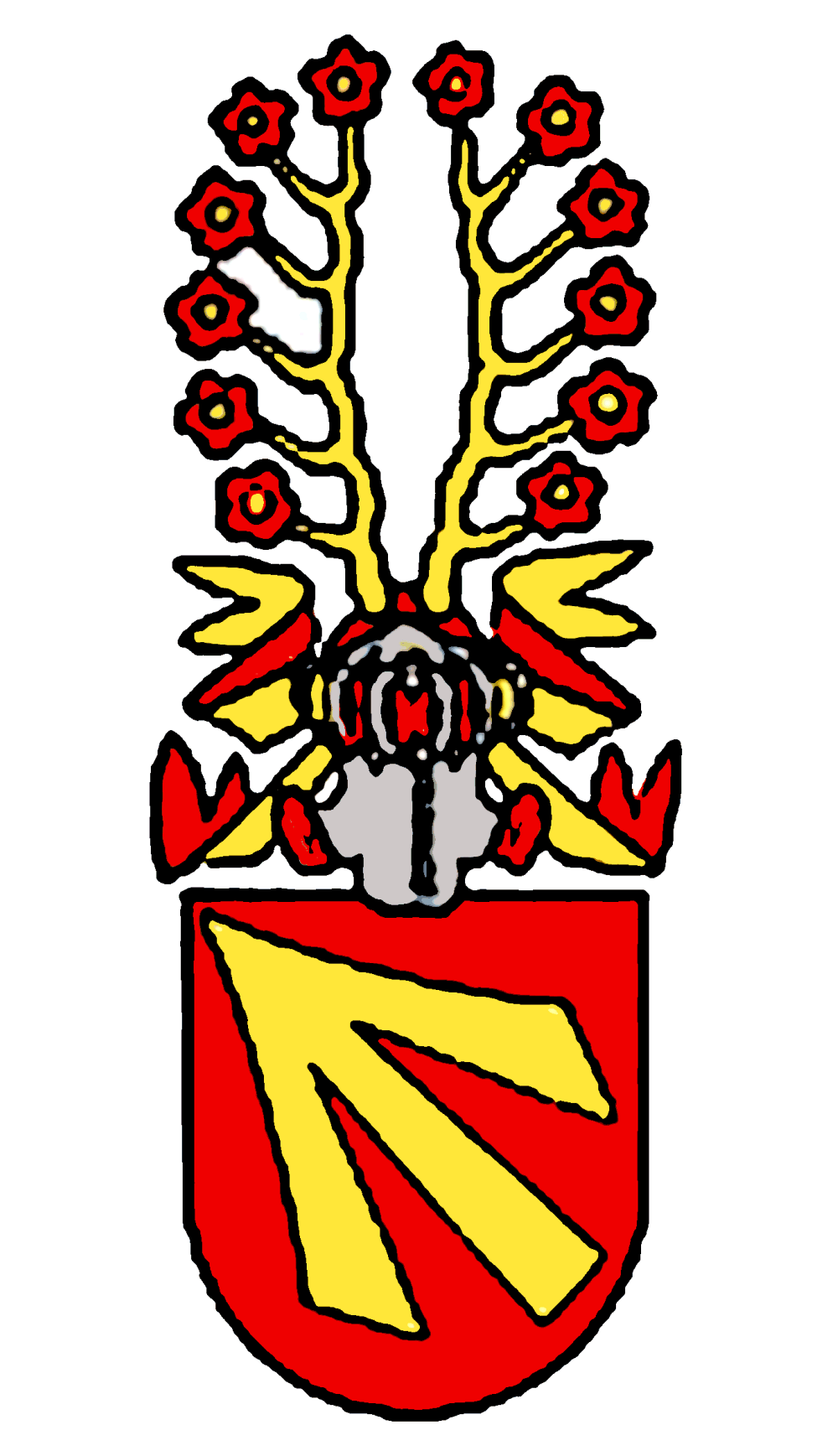
Wappen derer von Straettlingen

Die Freiherren von Strättligen waren eine aus Strättligen stammende Adelsfamilie.

## Geschichte
Die Freiherren von Strättligen wurden 1175 mit Henricus de Stretelingen erstmals urkundlich im Gefolge der Herzoge von Zähringen erwähnt. Ihrer Erwähnung in der Chronik von Conrad Justinger als Nachkommen des hochburgundischen Königshauses konnte nicht nachgewiesen werden. Es kann ebenfalls davon ausgegangen werden, dass es sich bei den Strättligern nicht um ein ursprüngliches Oberländer Adelsgeschlecht handelt. 
In der Ostschweiz um den Zürichsee sind verwandtschaftliche Beziehungen zu den Nobiles von Rapperswil, Vaz, Bäbingen und Wädenswil nachgewiesen, unter denen sie einer von mehreren Adelsclans in einer überregionalen Führungsgruppe darstellten. Zur Zeit von 1175 gehörten sie aber bereits ebenfalls in die, den Zähringern zugehörige und von ihnen abhängige, Adelslandschaft des Berner Oberlands, wie die Urkunde von 1175 in der sie als Zeugen der Herzöge genannt werden beweist. Diese Verschiebung der Herrschaft, wie sie bei denen von Wädenswil ebenfalls beobachtbar ist, könnte als Wahrnehmung neuer Chancen nach einem womöglichen Machtverlust am Zürichsee interpretiert werden. 
Ihr vermeintlicher Stammsitz, die Strättligburg, beim Dorf Strättligen auf der rechten Seite des alten Flussbetts der Kander wurde nie als solchen erwähnt. Dennoch darf davon ausgegangen werden, dass die Strättliger im Besitz dieser gleichnamigen Herrschaft waren. Die Freiherren von Strättligen waren am linken Thunerseeufer und im Niedersimmental begütert und besassen einige kleine Reichslehen in dieser Region. Etliche Vertreter der Familie nannten sich Vogt (advocatus) von Strättligen. Ein für das 13. Jahrhundert unüblicher Titel, wenn er nicht an ein Gericht oder eine Kastvogtei gebunden ist. Neben den Freiherren von Strättligen führten in der Deutschschweiz nur die benachbarten Freiherren von Wädenswil und Brienz-Ringgenberg diesen Titel ohne fassbare Vogtei. Dieser Titel könnte bei allen drei freien Adelsgeschlechtern zur Standesabgrenzung vor aufstrebenden unfreien Adeligen (Ministerialen)gedient haben und könnte sich möglicherweise auf alte Reichsrechte beziehen, die diesen Adelsgeschlechtern von den Zähringern und nach deren Aussterben von den Stauferkönigen verliehen worden waren. Diese Standesabgrenzung ist ebenfalls in der Heiratspolitik der Freiherren sichtbar. Bei den Heiratsbeziehungen wählten die Freiherren für ihre Kinder stets Nachkommen Geschlechter des gleichen oder von höherem freien Adelsstand. Nur die Heiratsbeziehungen zu den reichen Stadtberner Familien Münzer und von Bubenberg bilden eine Ausnahme, waren aber dafür wirtschaftlich keine schlechte Partie. 
Spätestens ab 1326 sind auch Besitztümer im Obersimmental fassbar. Dies wohl auch als Ausdruck für die nahen Beziehungen zu den Grafen von Greyerz. Die Herrschaften Laubegg und Mannenberg mit Zweisimmen, wobei letztere Herrschaft ein Reichslehen war. Im 13. Jahrhundert fuhren savoyische und waadtländische Adelige an den englischen Königshof unter Heinrich III. und seinem Sohn Eduard I., darunter auch Johannes von Strättligen, genannt Rousselet. Seine Nachkommen erwarben unter dem Namen Stradling vor allem in Südwales und Südwestengland Grundbesitz und gehörten zur Gentry. In Wales gehörte der Hauptlinie bis 1738 St Donat’s Castle.
Nach dem Aussterben der Herzöge von Zähringen erscheinen die Freiherren von Strättligen vorerst unter den Stauferkönigen. Ab der Mitte des 13. Jahrhunderts sind sie im Gefolge der Grafen von Kyburg fassbar. Mit diesem schleichend untergehenden Geschlecht, wechselten die Strättliger 1260 auf die Seite der Grafen von Savoyen. Als 1264 der letzte Vertreter der Grafen von Kyburg starb, entbrannte zwischen den Grafenhäusern von Savoyen und Habsburg ein Kampf um deren Erbe. 1266 anerkannten die Freiherren von Strättligen den Vorrang der Grafen von Savoyen, der bis Bern reichte. In den folgenden Jahrzehnten begann das Haus Habsburg wieder seinen Einfluss im Oberland auszudehnen, dass 1290 die Burg Spiez für habsburgische Gefolgsleute offen stand und ab 1313 als habsburgisches Lehen in der Hand der Freiherren war. Von einer habsburgischen Herrschaft kann jedoch nicht zu reden sein. Den Freiherren von Strättligen gelang es immer wieder sich nicht einer Partei zu stark zu verpflichten, was wohl ihre Eigenständigkeit als Adelsgeschlecht garantierte.

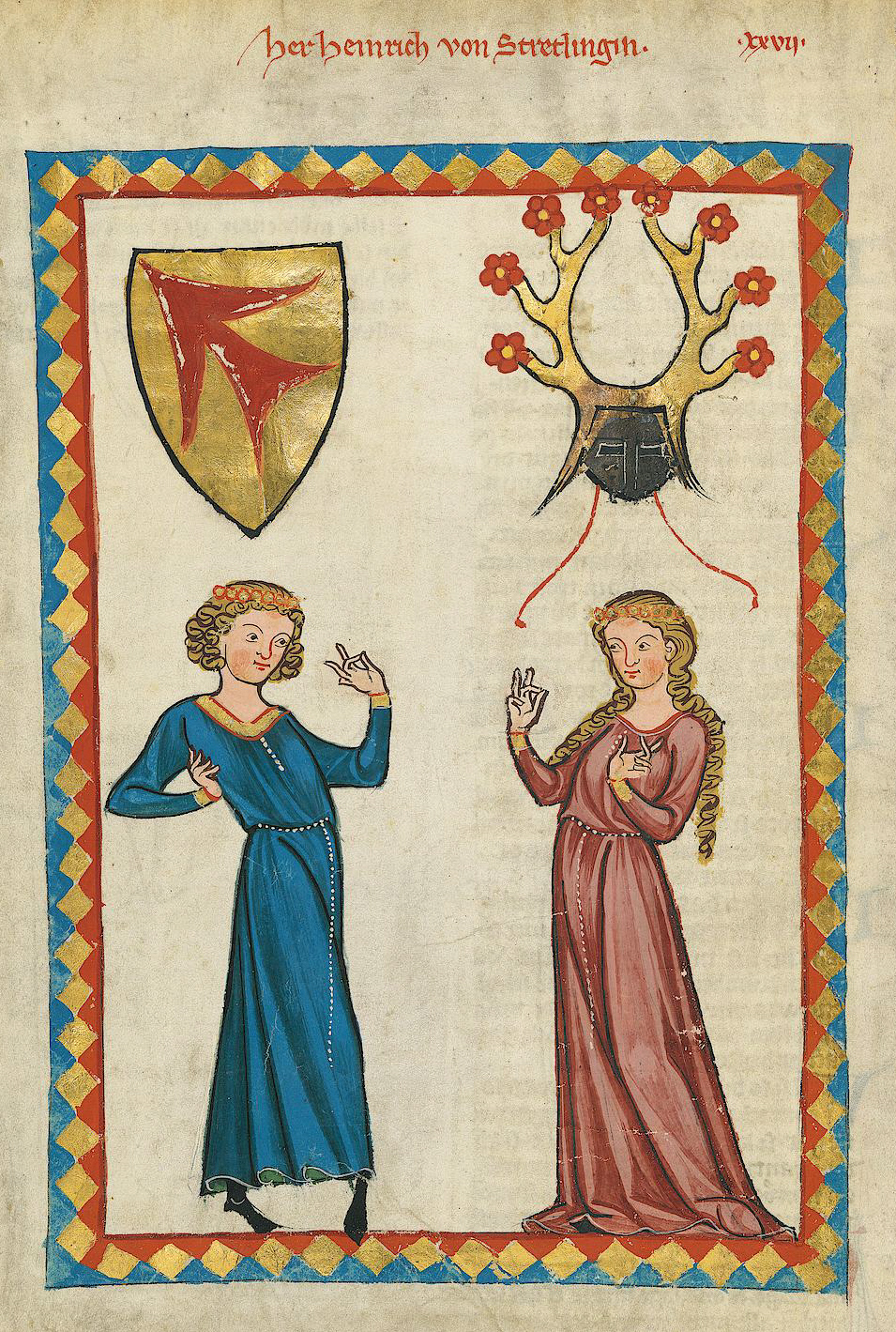
Darstellung des Minnesängers Heinrich von Stretelingen beim Tanz im Codex Manesse

Ausdruck der höfischen Lebensweise der Freiherren von Strättligen ist die Erwähnung im Codex Manesse mit drei Liedern und einer Darstellung des Minnesängers Heinrich von Stretelingen. Es ist nicht klar, ob es sich bei dem Minnesänger um Heinrich II. von Strättligen oder um seinen Sohn Heinrich III. von Strättligen handelt.
Im Gümmenenkrieg 1332 zerstörten die Berner die Burg Strättligen, wohl aufgrund der Beziehungen der Freiherren zu den Grafen von Neu-Kyburg. Die 1330er Jahre stellten den schleichenden Niedergang der Freiherren dar. Unabhängig von der zerstörten Burg stellten der teure, höfische Lebensstil, die traditionellen Einkünfte, wo eine Förderung von Märkten und Städten oder die Intensivierung der eigenen Herrschaft ausblieb sowie das Aussterben im Mannesstamm Gründe für den Niedergang des Freiherrengeschlechts dar. 1336 wurden die Simmentaler Herrschaften Laubegg und Mannenberg an den Grafen von Greyerz verkauft und 1338 kam die Herrschaft Spiez durch Verkauf in die Hände der Familie von Bubenberg. Beide Familien waren mit den Strättligern verschwägert. Diverse kleinere Gebiete wurden an das Kloster Interlaken vermacht, wo die Töchter des letzten Strättligers standesgemäss als Konventschwestern untergebracht waren. 1594 kam die Herrschaft Strättligen an die Stadt Bern, nachdem sie zuvor wechselhaft in der Hand von Stadtbürgern aus Thun und Bern und niederen Adelsgeschlechtern war. 1349 starb mit Johann IV. von Strättligen der letzte männliche Vertreter und 1401 mit Anna von Strättligen die letzte weibliche Vertreterin des Freiherrengeschlechts von Strättligen.

## Personen
1. Henricus de Stretelingen, Gefolgsmann der Zähringer, um 1175
  1. Johann von Strättligen, Gefolgsmann von Friedrich II, (um 1220/1223)
    1. Rudolf I. von Strättligen (vor 1257-nach 1277), Vogt von Wimmis, Bruder von Heinrich II.[5]
    2. Heinrich II. von Strättligen (erw. 1250–1263), Minnesänger (Henrich von Stretlingen)[6], Herr von Spiez, Bruder von Rudolf I.[5]
      1. Heinrich III. von Strättligen (erw. 1258–1294), Herr von Spiez, Vogt von Strättligen, Junker, Minnesänger (Henrich von Stretlingen),[6] Sohn von Heinrich II.
        1. Rudolf II. von Strättligen,
          1. Heinrich IV. von Strättligen[7] (1312–ca. 1347), Reichsvogt von Mannenberg, Herr von Laubegg, ⚭ Marmetta von Greyerz
          2. Ulrich von Strättligen,[7] Geistlicher in Spiez

        2. Johann IV. von Strättligen, Ritter (1302–1349), letzter männlicher Vertreter des Geschlechts[8], Herr von Spiez
          1. Heinrich von Strättligen,[7] Junker († ca. 1338), Sohn von Johann IV. Herr von Spiez, ⚭ Margreth von Bubenberg
          2. Agnes von Strättligen, Konventschwester im Kloster Interlaken, Tochter von Johann IV.[9]
          3. Anna von Strättligen, Konventschwester im Kloster Interlaken, Tochter von Johann IV.[9]
          4. Margaretha von Strättligen, Konventschwester im Kloster Interlaken, Tochter von Johann IV.[9]

      2. Johann III. von Strättligen, zog um 1263/1265 mit Otto von Grandson nach England[10]
        1. Nachkommen als Familie Stradling bis ins 18. Jahrhundert[10]